# انقلاب ۲۰۱۰ قرقیزستان
انقلاب ۲۰۱۰ قرقیزستان یا انقلاب دوم قرقیزستان، مجموعه از حوادث و درگیری‌های خیابانی میان مخالفان و نیروهای دولتی است که از ۶ آوریل ۲۰۱۰ آغاز و در ۸ آوریل ۲۰۱۰ با تصرف نهادهای دولتی بدست مخالفان، به برکناری رئیس‌جمهور قربان بیگ باقی‌یف انجامید. در پی این انقلاب تنش قومی بین مردم قرقیز و ازبک‌ها در جنوب کشور افزایش یافت، و در ژوئن ۲۰۱۰ بالا گرفت. خشونت نهایتاً منجر به تحکیم یک نظام پارلمانی در قرقیزستان شد. در پی این تظاهرات رزا اوتونبایوا اعلام کرد که تا برگزاری انتخابات جدید به مدت ۶ ماه کشور را اداره خواهد کرد.
معترضان در روز ۶ آوریل موفق به تسخیر فرمانداری شهر تالاس شدند، در ۷ آوریل درگیری خونین میان پلیس و معترضان در بیشکک پایتخت این کشور به قتل دست‌کم ۷۴ معترض انجامید و رادیو و تلویزیون دولتی قرقیزستان، پارلمان، نیروی پلیس و فرودگاه به تصرف معترضان درآمد. همان شب با اعلام فرار رئیس‌جمهور قربان بیگ باقی‌یف از پایتخت، مخالفان تشکیل حکومت انتقالی را اعلام کردند. به‌گفتهٔ معترضان رئیس‌جمهور به اوش دومین شهر بزرگ کشور در جنوب گریخته و در حال سامان‌دهی هواداران خود است. وزارت دفاع قرقیزستان نیز اقامت رئیس‌جمهور در اوش را تأیید کرده‌است. تلویزیون قرقیزستان پس از آغاز پخش برنامه‌های خود خبر استعفای دانیار حسین اوف، نخست‌وزیر قرقیزستان، اعلام همبستگی نیروهای مسلح با مخالفان و تصرف مراکز عمدهٔ دولتی را اعلام کرد. خبرهای متناقضی هم در مورد مرگ یا جراحت شدید یا گروگان گرفتن وزیر کشور قرقیزستان از سوی معترضان منتشر شد.

## پیش‌زمینه
در حدود یک ماه پیش از آغاز درگیری‌های نام‌برده، بدنبال اعتراض و درخواست بسیاری از چهره‌های سیاسی و احزاب قرقیزستان که خواستار استفای قربان بیک باقی‌یف بودند، اوضاع این کشور ناآرام بود. قربان بیک باکی‌یف، در سال ۲۰۰۵ در پی اعتراضات مردمی، قدرت را از عسگر آقایف، رهبر حزب کمونیست قرقیزستان تحویل گرفت. این حرکت به انقلاب گل لاله موسوم شد.

## حوادث

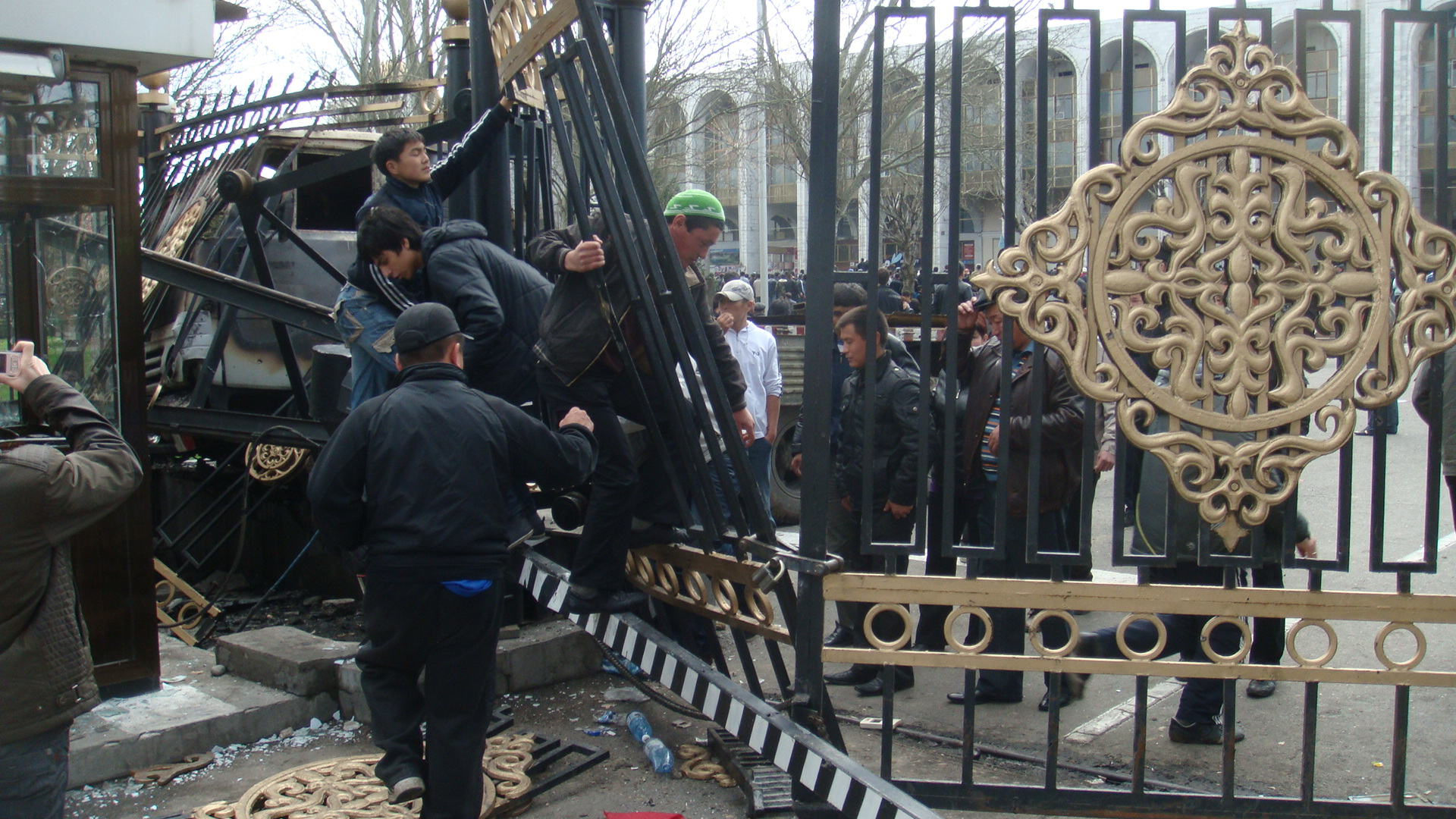
Bishkek during 2010 Kyrgyzstani revolution.

در روز سه‌شنبه، ۰۶ آوریل ۲۰۱۰، مخالفان دولت در شهر تالاس دست به تظاهرات زدند. آن‌ها با حمله به ساختمان فرمانداری این شهر، اقدام به گروگان گرفتن فرماندار برای مدتی کردند. مخالفان با آتش زدن لاستیک در خیابان‌های تالاس، به حمله به مراکز دولتی تا پاسی از شب ادامه دادند. سپس در صبح روز چهارشنبه، ۰۷ آوریل، معترضان در بیشکک با دردست داشتن پرچم‌های آبی رنگ، از جلوی دفتر یکی از احزاب مخالف دولت، قصد تظاهرات تا کاخ ریاست جمهوری را داشتند. لازم است ذکر شود، معترضان خواستار استعفا رئیس‌جمهور بودند. معترضان که به افزایش قیمت برق اعتراض داشتند، باقی‌اف را به عدم مقابله با فساد اداری در این کشور متهم کردند. با انتشار خبر دستگیری رهبران مخالفان، تظاهرات در بیشکک به سرعت گسترش یافت. این گسترش تظاهرات، به بروز درگیری‌های خشونت‌بار میان نیروهای امنیتی و معترضان منجر شد. در اواخر روز چهارشنبه ۷ آوریل، نیروی‌های امنیتی برای حفاظت از ساختمان‌های دولتی، به روی تظاهر کنندگان آتش گشودند. این اقدام با آتش زدن متقابل ساختمان‌های دولتی بدست معترضان پاسخ داده شد. در همین حال اخباری از سوی رهبران مخالفان مبنی بر سقوط مراکز دولتی و اعلام همبستگی نیروی‌های مسلح انتشار یافت.